# Richard Bull
Richard Bull (Zion, Illinois, 26 juni 1924 – Calabasas, 3 februari 2014) was een Amerikaans toneel-, televisie- en filmacteur.

## Biografie
Bull werd op 26 juni 1924 geboren in Zion en bracht een deel van zijn jeugd in Chicago door. Na de Tweede Wereldoorlog, waar hij bij de luchtmacht diende, ontmoette hij actrice Barbara Collentine, met wie hij in 1948 trouwde. Ze speelden samen in het toneelstuk The Lion in Winter van James Goldman (1966).

### Televisie
Bull speelde onder andere in de series Mannix, Bonanza, The Streets of San Francisco, Hill Street Blues, Mission: Impossible en Highway to Heaven, en werd vooral bekend door zijn vertolking van Nels Oleson in de televisieserie Little House on the Prairie.

### Film
Ook was Bull te zien in de Amerikaanse sciencefictionfilm The Andromeda Strain (1971), waar hij een majoor bij de luchtmacht speelde, in de films Moonfire (1970), High Plains Drifter (1973) en The Parallax View (1974) en als Sheriff Smoot in de Amerikaanse filmkomedie Witless Protection (2008).

### Overlijden
Bull overleed op 3 februari 2014 in een ziekenhuis aan de complicaties van een longontsteking.